# 加賀野名水公園

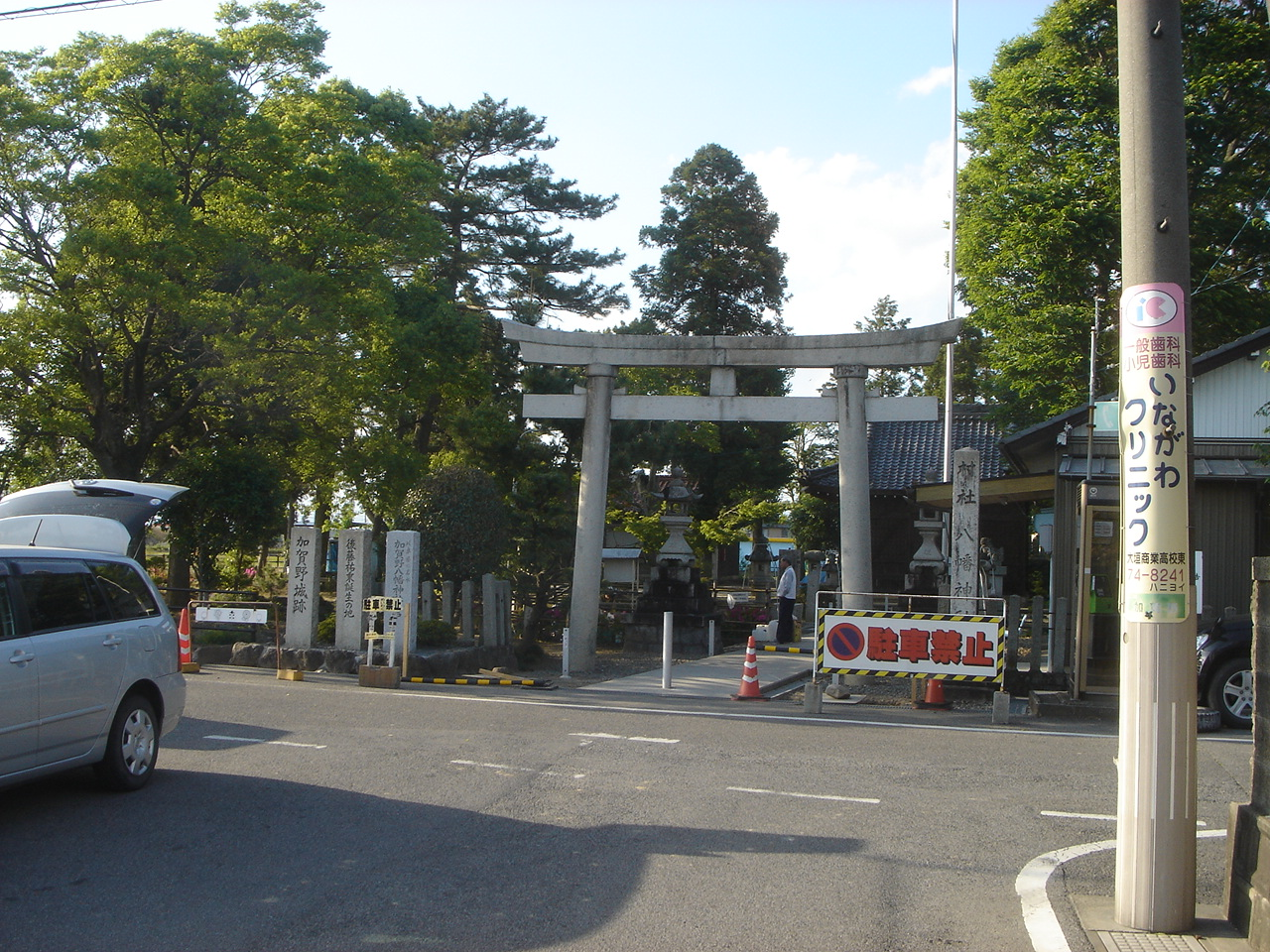
（2007年（平成19年）撮影）

加賀野名水公園（かがのめいすいこうえん）は、岐阜県大垣市加賀野1丁目にある都市公園（街区公園）である。
なお本項では、この公園に深く関わる、加賀野八幡神社自噴井、加賀野八幡神社、加賀野城も併せて記載する。

## 加賀野名水公園
元々は加賀野八幡神社に隣接する児童公園であった。1988年（昭和63年）に現在の自噴井が完成すると、その豊富な水を利用して池が整備される。この水の水温が安定している事と汚染が無いことから、1989年（平成元年）3月25日、三重県員弁郡 藤原町（現在のいなべ市）から贈られた天然記念物のハリヨ70匹が、池に放流される。
1991年（平成3年）、このハリヨの池と児童公園を整備し、加賀野名水公園となる。加賀野八幡神社及び加賀野名水公園は、岐阜県によりハリヨの保護地域として指定され、ブラックバス、ブルーギル等の特定外来生物や、生態系に悪影響を与える生物の放流やハリヨの捕獲、保護地域内の池、水路への侵入は固く禁じられている。

## 加賀野城
加賀野城は、現在の加賀野八幡神社付近にあった、鎌倉時代～戦国時代の城である。1317年（文保元年）に後藤基直が築城したといわれ、代々後藤氏が城主を務める。後藤氏は代々美濃国守護土岐氏に仕えていた。1561年（永禄4年）、大垣城城主氏家直元（卜全）の家臣である三塚城城主種田信濃守に攻められ落城し、廃城される。
後藤氏出身の後藤祐乗は、室町幕府8代将軍足利義政に仕えた後、刀装金具の彫刻の名人として活躍した。後藤祐乗の子孫は刀装金具や大判小判の鋳造にも関わり、明治時代初期まで活躍した。

## 加賀野八幡神社
加賀野城の城址にある神社で、加賀野の氏神であり、安産の守り神として信仰されている。

## 加賀野八幡神社自噴井
大垣市周辺は元々地下水が豊富で、昭和30年代までは地面を掘るとすぐに地下水が湧く地であった。加賀野八幡神社周辺も地下水が豊富であり、記録によれば1874年（明治7年）に加賀野八幡神社で使用する井戸（自噴井）が掘られたという。
加賀野八幡神社自噴井の水は無色透明のおいしい水として評判となり、遠方より水を汲みに来ている。1986年（昭和61年）に「岐阜県の名水50選」に選定されている。2008年（平成20年）には環境省の「平成の名水百選」に選定された。
現在の自噴井は1988年（昭和63年）に掘られた井戸で、深さ136mの地下から毎分400ℓ、水温14℃の水が湧き出ている。